# Gao Zhihang
Gao Zhihang (chinês simplificado: 航 航 Wade-Giles: Kao Chih-hang) (Tonghua County, 14 de maio de 1907 - Zhoukou, 21 de novembro de 1937) foi um Ás da aviação da República da China durante a Segunda Guerra Sino-Japonesa. Em 14 de agosto de 1937, o 4º Grupo da Força Aérea, comandado por Gao, abateu seis aviões japoneses, sem sofrer nenhuma baixa. Posteriormente, Gao se tornou um herói de guerra chinês.

## Biografia
Gao nasceu na província de Liaoning, em uma família católica em 14 de maio de 1907. Ele era o mais velho de seis irmãos. Gao foi admitido na classe de educação da facção Fengtian como cadete de artilharia. . Ele foi selecionado para receber treinamento de voo na França no ano seguinte.  Gao retornou à China em 1927 e foi enviado para o Esquadrão Aéreo "Águia" sob o comando do Marechal Zhang Zuolin, tornou-se instrutor de voo em 1929.
Quando o Império do Japão invadiu a Manchúria em 1931, foi para o sul para se juntar ao governo central, dando aulas de pilotagem em Hangzhou. Depois de retornar de uma viagem de inspeção na Itália, ele foi nomeado vice-chefe de instrução e comandante do 4º grupo de perseguição.

## Batalhas aéreas

### Batalha de Xangai
Em 14 de agosto de 1937, o Serviço Aéreo da Marinha Imperial Japonesa despachou nove bombardeiros Mitsubishi G3M sob o comando do Tenente Comandante Nitta. Sua missão era atacar o aeródromo de Hangzhou. Outros nove bombardeiros sob o comando do tenente-comandante Asano atacam o aeródromo de Kwang-teh. Os aviões japoneses decolaram do aeródromo de Matsuyama em Taipei às 14h50 (horário local). Cada bombardeiro carregando duas bombas de 250 kg. O ataque foi logo descoberto pela inteligência chinesa e chinesa relatou que vários bombardeiros japoneses haviam decolado de um aeródromo em Taiwan, no Estreito de Taiwan e se dirigiu para o norte em Zhejiang em direção a Hangzhou. Naquela época, Hangzhou foi defendida por um punhado de Curtiss Falcão III pilotado por instrutores da Academia Central de Aviação da China já que os reforços de Zhoujiakou eram incapazes de voar devido ao mau tempo. O Coronel Gao já havia voado de Nanchang para Jianqiao para aguardar o quarto esquadrão Hawk III que liderava.
Assim que ouviram o bombardeio a uma altitude de quatro mil metros, os chineses desceram através das nuvens e encontraram os bombardeiros inimigos em formações soltas sobre a baía de Hangzhou. Gao Zhihang apontou para um bombardeiro japonês e atirou nele. O bombardeiro acabaria colidindo com o rio Qiantang. Os chineses venceram a primeira batalha aérea contra os japoneses.
Convertidos em heróis, o quarto esquadrão foi nomeado o "Grupo Zhihang".

## Morte
Em outubro de 1937, Gao foi promovido a Comandante de Busca da Força Aérea Chinesa, mantendo seu status como comandante do quarto esquadrão. Em novembro do mesmo ano, o quarto esquadrão substituiu o Hawk III pelo Polikarpov I-16. Gao liderou o segundo grupo em seu voo de volta a Nanjing em 21 de novembro.
Durante o reabastecimento no campo de pouso de Zhoujiakou, eles foram surpreendidos por uma dúzia de Mitsubishi G3M, que estavam conduzindo uma missão de reconhecimento. As bombas já estavam caindo quando Gao se dirigiu para seu avião, mas o motor não ligou. Com as bombas se aproximando, a equipe de terra, decidindo que a discrição era a melhor parte do valor, deixou o avião para tomar cobertura. Perseguindo-os, Gao os trouxe de volta com a ponta de seu revólver para ajudá-lo a ligar o motor, mas ele perdeu a vida quando uma bomba explodiu ao lado do avião.
Na época de sua morte, Gao havia reivindicado 4 vitórias, todas do seu Hawk III. No entanto, os registros da Força Aérea da República da China só certificam 3 vitórias e meia, pelo qual ele foi premiado com a medalha "Das Três Estrelas".
Gao foi promovido a Major General post mortem.